# Dream On (canción de Noel Gallagher)
«Dream On» es una canción de la banda británica de rock Noel Gallagher's High Flying Birds, escrita por Noel Gallagher para su disco como solista Noel Gallagher's High Flying Birds. El sencillo fue lanzado el 11 de mayo de 2012, el b-side es un remix de If I Had a Gun... llamado Shoot a Hole Into the Sun de su próximo álbum de 2012 con la colaboración de Amorphous Androgynous. Como los otros singles del disco, Paul "Strangeboy" Stacey se encargó de mezclar el b-side.

## Lista de canciones
| N.º | Título                      | Duración |  |
| 1.  | «Dream On»                  | 4.29     |  |
| 2.  | «Shoot a Hole Into the Sun» | 7.58     |  |

| Descarga digital |                             |          |  |
| N.º              | Título                      | Duración |  |
| 3.               | «Dream On»                  | 4:29     |  |
| 4.               | «Shoot a Hole Into the Sun» | 7.58     |  |
| 5.               | «Dream On» (Vídeo musical)  | 4:26     |  |

Shoot a Hole Into the Sun fue producida por Amorphous Androgynous y mezclada por Paul "Strangeboy" Stacey.

## Listas musicales
| Listas (2012)                               | Posición |
| ------------------------------------------- | -------- |
| Bélgica (Valonia) (Ultratip Bubbling Under) | 44       |
| Escocia (Scottish Singles Sales Chart)      | 39       |
| Reino Unido (UK Indie Chart)                | 3        |
| Reino Unido (UK Singles Chart)              | 52       |